# Caupolicana ocellata
Caupolicana ocellata es una especie de Himenóptera de la familia de las Colletidae. Encontrada en forma habitual en Centroamérica y Norte America.